# Medicina precolombiana
Il termine medicina precolombiana fa riferimento al patrimonio di conoscenze mediche giunto sino a noi dalle civiltà precolombiane.

## Storia
Prima della sua scoperta da parte dell'Europa, il territorio delle Americhe ha ospitato in vari periodi storici, molti diversi tipi di società, culture e civiltà, cosicché possiamo trovare  esempi di medicina neolitica più primitiva, di sciamanesimo e di  medicina quasi tecnica sviluppata nelle epoche di maggiore splendore delle civiltà maya, inca e azteca.

Esistono, senza dubbio, alcune caratteristiche comuni alle varie civiltà precolombiane, come la concezione magico-teurgica della malattia, intesa come castigo divino, e l'esistenza di individui particolarmente legati alle divinità, capaci di esercitare la funzione di guaritori.

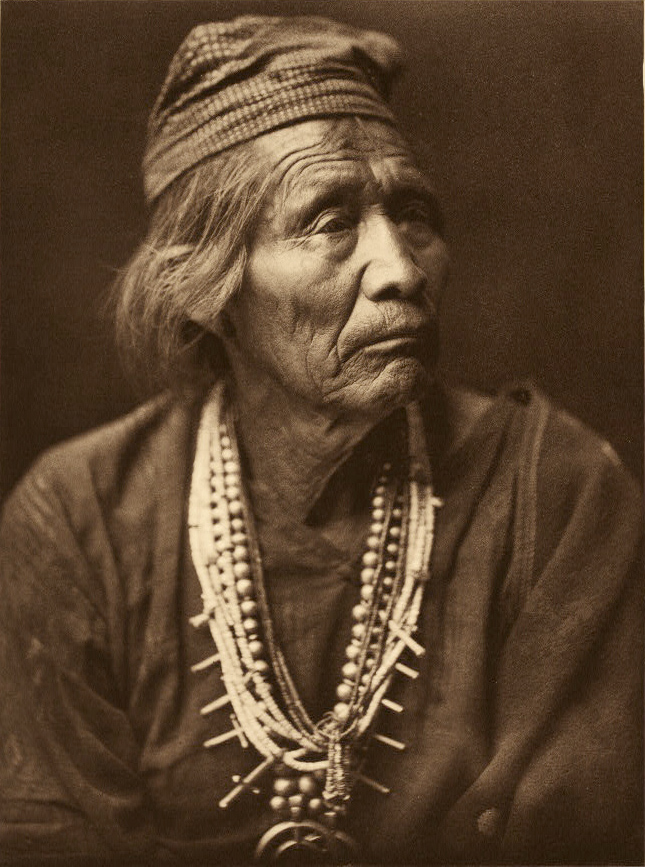
Nesjaja Hatali: guaritore navajo, fotografato da Edward S. Curtis nel 1904

Tra gli inca si trovavano i medici dell'Inca (hampi camayoc) e i medici del popolo (ccamasmas); entrambi possedevano particolari abilità chirurgiche frutto dell'esercizio del sacrificio rituale, così come una grande conoscenza erboristica.  Tra le piante medicinali più usate erano la  coca (erytroxilon coca),  lo  yagé (banisteriopsis caapi), lo  yopo (piptadenia peregrina), la  perica (virola colophila), il tabacco (nicotiana tabacum), lo yoco (paulinia yoco), e anche il  curaro e la  datura come agenti  anestetici.
Il medico maya (ah-men) era propriamente un sacerdote specializzato che ereditava la funzione per linea familiare, sebbene occorra sottolineare lo sviluppo della farmacologia documentato dalle più di quattrocento ricette compilate da R. L. Roys.

La civiltà Azteca sviluppò un corpo di conoscenze mediche esteso e complesso, del quale permangono notizie nei codici di Sahagun e Badiano.
Quest'ultimo, di Juan Badiano, descrive buona parte delle tecniche conosciute dalla indigena  Martín de la Cruz (1552), includendo una curiosa lista di sintomi che presentano coloro che stanno per morire. 

Occorre mettere in risalto la scoperta della prima scuola di medicina di Monte Albán vicino a Oaxaca, datata intorno all'anno 250 della nostra era, ove si trovano incisioni anatomiche, tra cui un intervento di parto cesareo, così come descrizioni di differenti interventi minori, come estrazioni dentarie, riduzione di fratture o drenaggio di ascessi 

Tra gli aztechi esisteva una differenza tra il medico empirico (l'equivalente del barbiere tardiomedioevale) o  tepatl ed il medico sciamano ticitl, più versato in procedure magiche.

Anche alcuni guaritori si potevano specializzare in aree concrete, di cui si trovano esempi nel codice Magliabecchi, come la fisioterapia, l'ostetricia o la chirurgia.

Il traumatologo o riduttore di ossa, era conosciuto come teomiquetzan, esperto soprattutto di ferite o di traumi prodotti nel combattimento.
 
La tlamatlquiticitl, ostetrica, seguiva la gravidanza, però poteva effettuare delle embriotomie in caso di aborto. È da segnalare l'uso della ossitocina (stimolante della contrazione uterina), presente nella pianta cihuapatl.

Francisco López de Gómara nella sua Historia de Indias descrive le differenze tra le pratiche mediche indigene e quelle introdotte dai conquistadores spagnoli. 
| Libellus de Medicinalibus Indorum Herbis (Códice Badiano) | Libellus de Medicinalibus Indorum Herbis (Códice Badiano) | Libellus de Medicinalibus Indorum Herbis (Códice Badiano) | Libellus de Medicinalibus Indorum Herbis (Códice Badiano) |
| --------------------------------------------------------- | --------------------------------------------------------- | --------------------------------------------------------- | --------------------------------------------------------- |
|                                                           |                                                           |                                                           |                                                           |